# Waterloopkundig Laboratorium

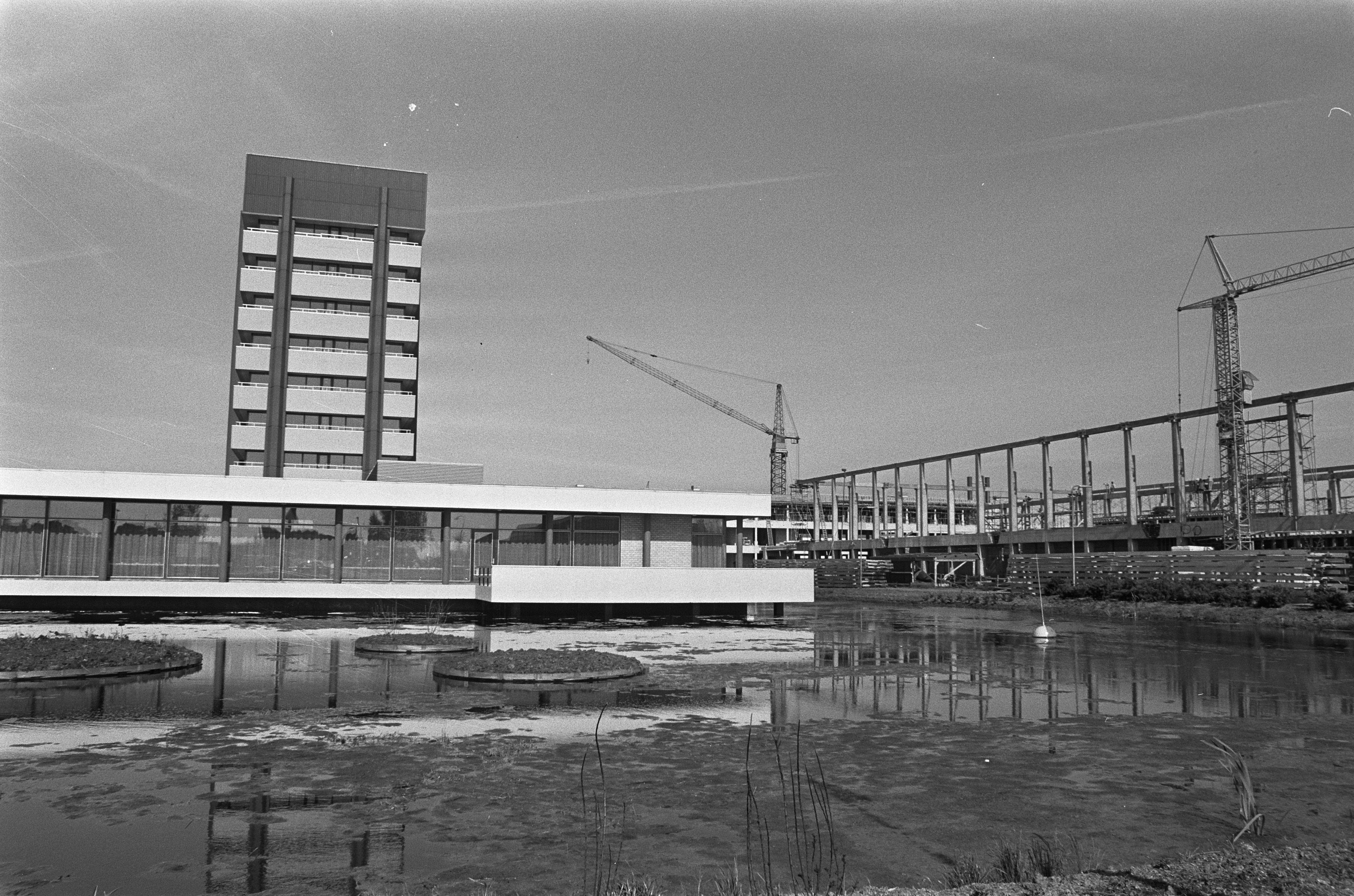
Waterloopkundig Laboratorium te Delft bij opening, 1973.

Het Waterloopkundig Laboratorium (WL), later WL | Delft Hydraulics, was tussen 1927 en 2008 een Nederlands onafhankelijk wetenschappelijk instituut op het gebied van hydraulica en waterbouwkunde in Delft. In 2008 is het opgegaan in het kennisinstituut Deltares.

## Doel
Het Waterloopkundig Laboratorium was een Groot Technologisch Instituut (GTI) en had de taak om waterloopkundige en waterbouwkundige kennis te verwerven, te genereren en uit te dragen. Het deed onder meer onderzoek naar de oorzaken van veranderingen in de loop van rivieren, zeearmen en kusten de eventuele beïnvloeding daarvan door waterbouwkundige activiteiten. Het instituut had een belangrijke adviserende rol bij de totstandkoming van de Deltawerken.

## Geschiedenis

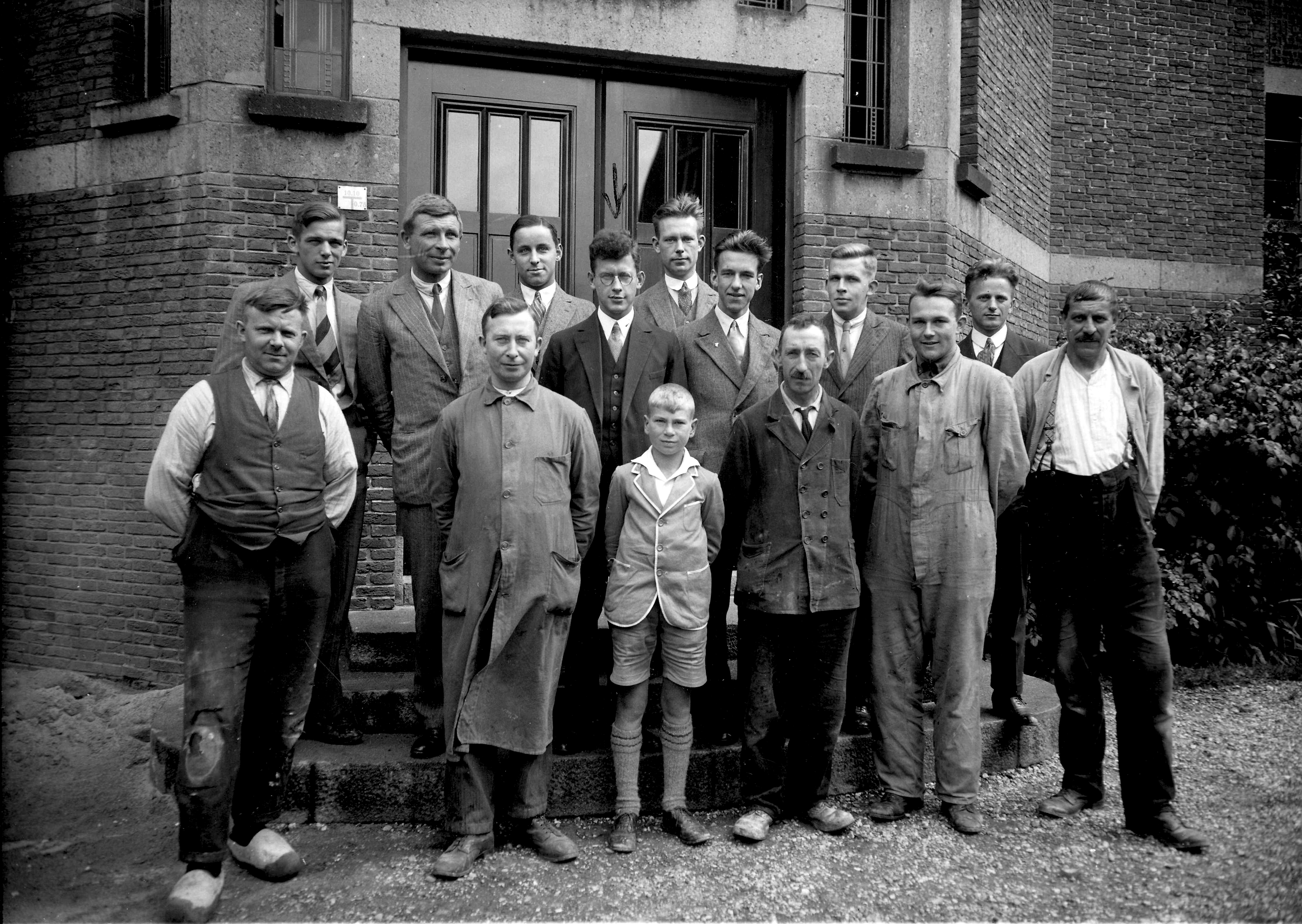
Personeel Waterloopkundig Laboratorium in 1931. J.Th. Thijsse is de tweede van links op de achterste rij.

In 1927 maakte professor J.Th. Thijsse (1893-1984) een bescheiden begin met de inrichting van een waterbouwkundig laboratorium in de kelder van het gebouw voor Weg- en waterbouwkunde van de Technische Hogeschool (TH) Delft. In Nederlands-Indië begon men ongeveer tegelijkertijd met het opzetten van een waterloopkundig laboratorium bij de TH in Bandung. Een stimulans hierbij was het legaat van ir. Lamminga, dat in eerste instantie voor een dergelijk laboratorium Delft en in Bandung bestemd was. Dit fonds bestaat nog steeds en ondersteunt nu waterbouwstudenten uit ontwikkelingslanden.   
De aanleiding voor de vorming van het laboratorium begon in de jaren 1920 en lag in het ontwerp van de sluizen voor de Afsluitdijk. De taak was aanvankelijk toegewezen aan professor Theodor Rehbock van het Flussbaulaboratorium (rivierbouwlaboratorium) aan de Technische Universiteit van Karlsruhe, destijds een belangrijk instituut op het gebied van waterbouwkundig onderzoek. De resultaten van dit onderzoek werden gedocumenteerd in een rapport dat in 1931 werd gepubliceerd.
Dit onderzoek werd vanuit Nederland begeleidt door Thijsse, die de Nederlandse autoriteiten adviseerde over de noodzaak van aanvullend onderzoek van dit type, niet alleen voor de Zuiderzeewerken, maar ook voor andere projecten in heel Nederland. Dit advies was de aanleiding voor het besluit om een vergelijkbaar laboratorium op te richten als in Karlsruhe, om Nederland te bedienen. Thijsse leidde de eerste onderzoeken in het nieuw gevormde laboratorium en documenteerde de bevindingen in een vervolgrapport op het oorspronkelijke onderzoek van Rehbock.
Na tien jaar praten werd besloten om een speciaal gebouw voor dit laboratorium neer te zetten achter het gebouw voor Weg- en Waterbouwkunde van de TH Delft. Dit gebouw is in 1933 in gebruik genomen. Tegelijk werd besloten het laboratorium onafhankelijk van de TH Delft te laten opereren en op te richten als een financieel zelfstandige stichting, met een bestuur bestaande uit vertegenwoordigers van Rijkswaterstaat, de ingenieursbureaus en de TH Delft. Rond dezelfde tijd is met een gelijksoortige constructie het Laboratorium voor Grondmechanica opgericht.
Sinds 1920 werd in Nederland geëxperimenteerd met het gedrag van onregelmatige golven, met de eerste experimenten met onregelmatig golfgedrag in windtunnels. Dit baanbrekende onderzoek, inclusief onderzoek naar golfoploop, leidde in 1933 tot de bouw van een gespecialiseerde windgolfgoot in het laboratorium. Ongekend ten tijde van de bouw, had de goot afmetingen van 25 meter lang, 4 meter breed, en een maximale waterdiepte van 0,45 meter.
Om beter te voldoen aan de noodzakelijke voorwaarden voor golfhoogte en -periode werd vervolgens de goot verlengd tot vijftig meter en voorzien van een monochromatische golfgenerator. Deze verbeteringen maakten een grotere verscheidenheid aan onderzoeksprojecten mogelijk, waaronder studies over golfoverslag, de stabiliteit van golfbrekers met puin, golfslagkrachten en de stabiliteit van drijvende constructies. Tegen de tijd van de Tweede Wereldoorlog had het onderzoek zich uitgebreid naar modelonderzoeken van golfopwekking, met resultaten die prototypegegevens bevestigden die waren verzameld door Harald Sverdrup en Walter Munk.
In 1969 werden nieuwe golfgoten met een typische breedte van 8 meter in het laboratorium geïnstalleerd om het modelleren en testen van golfbrekers en dijken mogelijk te maken en tegelijkertijd willekeurige invalshoeken van golven te simuleren. De eerder beschikbare gootbreedtes van 4 meter waren hiervoor te klein gebleken, en de nieuwe goten boden het laboratorium daarom de mogelijkheid om de prestaties van belangrijke kust- en riviertechnische constructies te modelleren en te testen.
In het streven kennis met soortgelijke instituten te bundelen ging het WL | Delft Hydraulics op 1 januari 2008 samen met GeoDelft, TNO business unit Bodem en Grondwater en delen van Rijkswaterstaat op in kennisinstituut Deltares.

### Directie
| Vanaf | Tot  | Naam                      |
| ----- | ---- | ------------------------- |
| 1927  | 1960 | ir. Jo Thijsse            |
| 1960  | 1971 | ir. Harold Jan Schoemaker |
| 1971  | 1986 | ir. Jacob Egbert Prins    |
| 1986  | 1996 | ir. Henk Jan Overbeek     |
| 1997  | 2007 | ir. Jan Groen             |
| 2008  | 2008 | Fusie tot Deltares        |

## Vestiging in Delft
Het Waterloopkundig Laboratorium is altijd in Delft gevestigd geweest, aanvankelijk in de binnenstad van Delft. Omdat dit terrein te klein werd is het lab in 1973 verhuisd naar een terrein aan de zuidzijde van de TU Delft langs de Rotterdamseweg. Deze campus kreeg de naam 'Thijsse-erf'. Sinds 2008 heeft Deltares hier haar hoofdvestiging.
Na de oprichting van de vestiging in De Voorst is de vestiging in Delft zich gaan toeleggen op onderzoek in “kleinere”  faciliteiten, alhoewel sommige laboratoriumhallen in Delft ook behoorlijk groot waren. Hier werd vooral onderzoek gedaan naar dichtheidsstromen (zout-zoet problemen), baggertechiek, pompen en sluizen en stuwen.

## Vestiging in Noordoostpolder
Van 1951 tot 1996 was er een tweede vestiging onder de naam Waterloopkundig Laboratorium "De Voorst" (WLV) in de Noordoostpolder. Het gebied lag bij de Zwolse Vaart en het Kadoelermeer, tussen Marknesse, Kraggenburg en Vollenhove.
Er was hier ruimte om grote schaalmodellen van zeearmen en havens aan te leggen om daarmee de invloed van waterbouwkundige werken op de loop van het water te kunnen voorspellen. Er kon hierbij gebruik worden gemaakt van de grote verschillen in het peil van de oppervlaktewateren in de omgeving.
Vooral gedurende de periode van de planning en aanleg van de Deltawerken in Zuidwest-Nederland vervulden de watermodellen een belangrijke rol. Ook werd hier een model gemaakt voor de reconstructie van de haven van Lagos (Nigeria).
Vanaf de jaren 1980 begonnen computermodellen bruikbaar te worden om mogelijke waterstromen in kaart te brengen en verminderde de noodzaak van zeer grootschalige fysieke watermodellen. In verband hiermee besloot het WL in 1995 de activiteiten in Delft te concentreren en de vestiging in de Noordoostpolder te sluiten.
Het terrein werd uiteindelijk in 2002 gekocht door Natuurmonumenten. Het kreeg de naam Waterloopbos. De watermodellen zijn nog steeds te bekijken; in het bos loopt een wandelpad langs de verschillende waterlopen.

## Opmerking
Er is in België een soortgelijk laboratorium in Borgerhout bij Antwerpen. Dat heeft de naam Waterbouwkundig Laboratorium. Dit instituut is een onderdeel van de Vlaamse Gemeenschap. Vaak wordt de naam van dit instituut afgekort als WL, net zoals dit bij het Waterloopkundig Laboratorium gebeurde.